# Мосты округа Мэдисон
«Мосты округа Мэдисон» (англ. The Bridges of Madison County, 1995) — кинофильм Клинта Иствуда, основанный на одноимённом романе Роберта Джеймса Уоллера.
У фильма есть номинация на «Оскар» за лучшую женскую роль (Мерил Стрип); две номинации на Золотой Глобус — за лучший фильм и за лучшую женскую роль. Также кинофильм находится на 90-м месте в рейтинге 100 самых страстных американских фильмов за 100 лет по версии AFI.
Мировая премьера состоялась 30 мая 1995 года в Бербанке, Калифорния, США.

## Сюжет
В 1987 году Майкл (Виктор Слизак) и Кэролайн (Энни Корли), брат и сестра, разбирают бумаги в доме только что умершей матери, Франчески Джонсон (Мерил Стрип), в округе Мэдисон, штат Айова. Среди бумаг они обнаруживают дневник, который рассказывает о событиях, происшедших в течение четырёх дней в 1965 году, и действие переносится в эти дни.
Франческа — итальянка, сразу после войны вышедшая замуж за солдата американской армии Ричарда Джонсона (Джим Хэйни). У них двое детей, и семья по всем признакам является благополучной. Ричард с детьми уезжают на сельскохозяйственную выставку в Чикаго, а у дома Франчески останавливается машина фотографа Роберта Кинкейда (Клинт Иствуд), приехавшего сделать серию снимков крытых деревянных мостов округа Мэдисон по заказу National Geographic. Он спрашивает дорогу, и Франческа, поняв, что не сумеет её объяснить, вызывается сопроводить его до моста.
Между ними стремительно развивается роман, и в конце четвёртого дня Роберт предлагает Франческе уехать с ним. Несмотря на то, что она ненавидит окружение провинциальной сельской Америки, она отказывается, чтобы не создавать трудности (нелюбимому) мужу и детям. В одной из последних сцен фильма, уже после приезда детей, Франческа с мужем едут на заправку и на короткое время оказываются позади машины Роберта; Франческа не в состоянии подавить слезы, но делает вид, что ничего не происходит. Хотя Франческа и вынуждена скрывать происшедшее от семьи и соседей, эти четыре дня существенно меняют её взгляды на жизнь.
Параллельно происходит эволюция взглядов Майкла и Кэролайн. Сначала они не могут поверить, что написанное в дневнике — правда, но постепенно приходят к пониманию мотивов матери. После прочтения всего письма Майкл возвращается к жене в мотель и пытается восстановить семейный покой после недавней очередной ссоры. Кэролайн также звонит своему мужу для серьёзной беседы, но она, в отличие от Майкла, хочет уйти от нелюбимого ею человека. В финале ленты Майкл и Кэролайн, по желанию матери, развеивают её прах над мостом Роузмен, где Франческа и Роберт провели наилучшие четыре дня в своей жизни.

## В ролях
- Клинт Иствуд — Роберт Кинкейд
- Мерил Стрип — Франческа Джонсон
- Виктор Слизак — Майкл Джонсон
- Энни Корли — Кэролайн Джонсон
- Джим Хэйни — Ричард Джонсон
- Сара Кэтрин Шмитт — молодая Кэролайн
- Кристофер Крун — молодой Майкл
- Филлис Лайонс — Бетти
- Дебра Монк — Мэдж
- Ричард Лейдж — юрист Петерсона
- Мишель Бенеш — Люси Редфилд

## Оценки
Премьера фильма «Мосты округа Мэдисон» состоялась 2 июня 1995 года в 1805 кинотеатрах. В первые выходные картина заработала 10,5 млн долларов, заняв второе место в прокате Северной Америки. К концу проката фильма было собрано 71,5 млн долларов в США и 110,5 млн долларов за рубежом. В целом, за время проката картина заработала 182 млн долларов.
На сайте Rotten Tomatoes фильм имеет рейтинг 90 %, основанный на 58 рецензиях критиков, со средним баллом 7,4 из 10. Критический консенсус сайта гласит: «Сентиментальный, медленный, романтичный и насыщенный фильм».
На сайте Metacritic фильм набрал 66 баллов из 100, на основании 22 отзывов, что указывает на «в целом благоприятные отзывы».

## Награды и номинации
- 1996 — номинация на премию «Оскар» за лучшую женскую роль (Мерил Стрип)
- 1996 — две номинации на премию «Золотой глобус»: лучший фильм — драма, лучшая женская роль — драма (Мерил Стрип)
- 1996 — номинация на премию Гильдии киноактёров США за лучшую женскую роль (Мерил Стрип)